# Sverre Petterssen

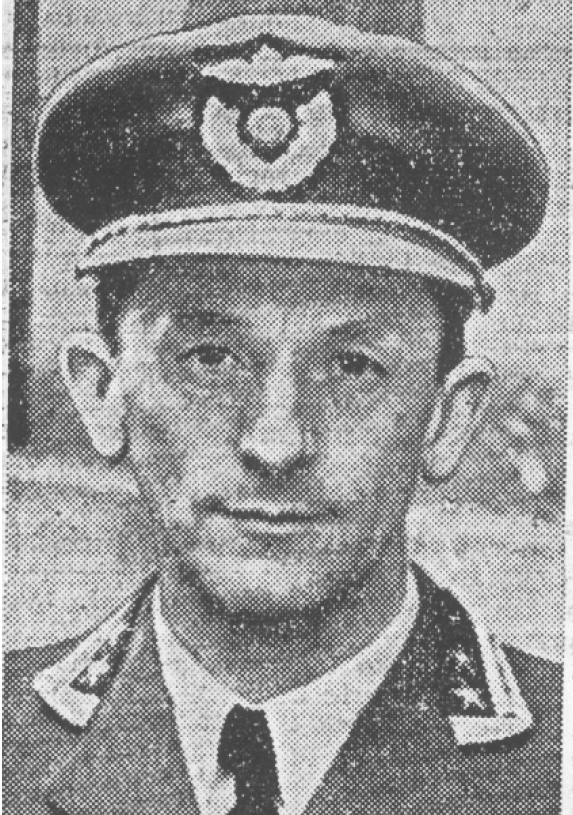
Sverre Petterssen in norwegischer Uniform

Sverre Petterssen (* 19. Februar 1898 am Eidsfjord; † 31. Dezember 1974 in London) war ein norwegischer Meteorologe. Er leistete bahnbrechende Arbeiten bei der Erforschung der oberen Luftschichten, entdeckte den jet stream sowie einen neuen Typ von Sturmentwicklung. Sein Buch Weather Analysis and Forecasting war zwei Jahrzehnte lang das Standardlehrbuch der englischsprachigen Meteorologie. Während des Zweiten Weltkriegs war Petterssen an der Wettervorhersage für den 5. und 6. Juni 1944 im Ärmelkanal beteiligt, von der die Invasion der alliierten Truppen in der Normandie abhing. Nach dem Krieg koordinierte er an führender Stelle den weltweiten Ausbau der Wetterdienste.

## Jugend und Studium
Sverre Petterssen wuchs auf einem Bauernhof am Eidsfjord auf; der Vater arbeitete zunächst als Fischer, später als Vertreter. Nach mehreren Umzügen ließ sich die Familie in Trondheim nieder, wo er 1913 ohne Abschluss von der Schule abging, um im Telegrafenamt zu arbeiten. 1915 meldete er sich zur Ausbildung als Unteroffizier, weil damit der Besuch eines Gymnasiums verbunden war. Ein wohlmeinender Offizier machte ihm jedoch klar, dass er für eine militärische Karriere ungeeignet sei. Um nicht die Kriegsschule besuchen zu müssen, verpflichtete er sich noch sechs Monate lang als Ausbilder.
Norwegen war Anfang des 20. Jahrhunderts unter Meteorologen berühmt für die von Vilhelm Bjerknes begründete Bergener Schule der Meteorologie. Ihr ist die Erkenntnis zu verdanken, dass Wind und Temperatur in einem Tiefdruckgebiet nicht kontinuierlich verteilt sind, sondern eine Diskontinuität zeigen, die später so genannte „Front“. Aus dieser Einsicht lässt sich ein Mechanismus ableiten, wie Stürme entstehen. Bjerknes war inzwischen an die Universität Oslo gezogen, wo Petterssen, der dort 1923 zunächst ein Geografiestudium aufgenommen hatte, in der Tradition der Bergen-Schule als Meteorologe ausgebildet wurde.

## Als Wetterbeobachter beim norwegischen Wetterdienst
Von 1925 bis 1928 arbeitete Petterssen am Geophysikalischen Institut in Tromsø, wozu auch der Dienst in entlegenen Wetterstationen gehörte. Bei solchen Gelegenheiten machte er 1926 die Wettervorhersage für den Polarflug der „Norge“ unter Roald Amundsen und Lincoln Ellsworth, sowie 1928 für den missglückten Flug der „Italia“; Umberto Nobile hatte sich nicht an seine Wetterwarnung gehalten.
Von 1928 bis 1939 arbeitete er in Bergen an Methoden, die Bewegung und Entwicklung von Stürmen zu berechnen. Ab 1931 leitete er den regionalen Wetterdienst in Bergen; 1933 schloss er seine Doktorarbeit ab. Es folgte eine erste Reise 1935 in die Vereinigten Staaten, wo er für die US-Kriegsmarine und am Caltech Vorträge hielt.

## Berufung in die USA
1939 wurde Petterssen auf den Lehrstuhl für Meteorologie am Massachusetts Institute of Technology (MIT) berufen. In dieser Zeit verfasste er das klassische Lehrbuch Weather Analysis and Forecasting (1940) sowie die von Mathematik befreite Introduction to Meteorology (1941) für nicht akademisch ausgebildete Wetterbeobachter. Bei Ausbruch des Weltkriegs standen rund 2700 Meteorologen der deutschen Luftwaffe lediglich 30 Meteorologen der US-Luftwaffe gegenüber, sodass am MIT ein Notprogramm für die massenhafte Ausbildung von Meteorologen begonnen wurde. Petterssen führte auch spezielle Kurse in Seemeteorologie ein, die für den absehbaren Krieg im Atlantik an Bedeutung gewonnen hatte.

## Im Zweiten Weltkrieg
Sverre Petterssen beschreibt sich selbst zwar als „pazifistischer Wissenschaftler in einer technologisch geprägten Kultur, in der Humanismus wenig mehr als ein Ornament geworden war“, hat jedoch nie erkennbare Hemmungen gezeigt, für das Militär zu arbeiten. Dazu trug bei, dass seine beiden minderjährigen Töchter Eileen und Liv im deutsch besetzten Norwegen festsaßen (Liv starb zwei Wochen, bevor Norwegen befreit wurde). 1941 wurde Petterssen als norwegischer Staatsbürger von der norwegischen Exilregierung an das Britische Wetteramt „ausgeliehen“.

### Die Bombardierung Deutschlands
Mit den Bombardierungen der Industriezentren in Deutschland ab 1942 war die Vorhersage der Winde in den oberen Luftschichten zu einem drängenden Problem geworden. Petterssen wurde Leiter einer Arbeitsgruppe des Britischen Wetteramts in Dunstable, die die oberen Luftschichten erforschte (Upper-Air Branch). Er stellte dazu ein Team aus britischen und norwegischen Meteorologen, die über eine geheime Luftbrücke aus Stockholm eingeflogen wurden, zusammen. Die Arbeitsgruppe erforschte die Bildung von Bodennebel auf britischen Flugplätzen, der sich bei der Rückkehr der Bomberverbände in den frühen Morgenstunden häufig störend ausgewirkt hatte.

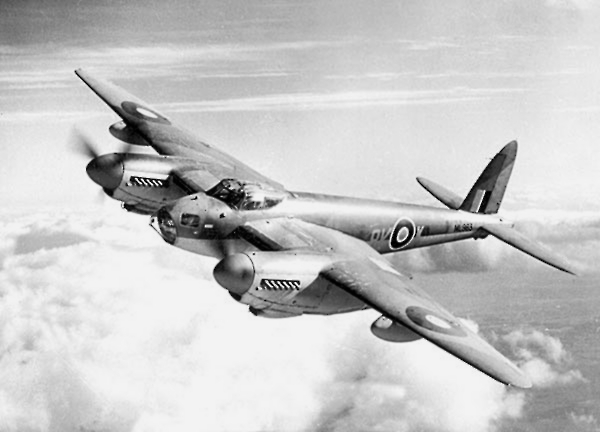
Zielmarkierer De Havilland DH.98 Mosquito

Vor allem aber ging es um die Windbedingungen bei Nachtflügen, bei denen die Drift über Grund nur mit Mühe festgestellt werden konnte. Auf den großen Bombermissionen setzten Zielmarkierer (path finder) Leuchtzeichen ab, dann traf eine erste Bomberwelle und schließlich der Hauptbomberverband ein. Diese Flugbewegungen mussten mit einer Genauigkeit von wenigen Minuten auf verschiedenen Flughöhen miteinander abgestimmt werden, wozu die Windstärken und -richtungen im gesamten Luftraum bis 35.000 Fuß Höhe möglichst exakt vorhergesagt werden mussten. Wetterdaten von deutschen Wetterstationen standen selbstverständlich nicht zur Verfügung. Bei statistischen Auswertungen stellte sich heraus, dass die Verluste mit den Fehlern in der Windprognosen zunahmen. Lag die Vorhersage völlig daneben, konnte es passieren, dass Flugzeugen vor ihrer Rückkehr der Treibstoff ausging.

### Die Entdeckung des Jet-Streams
Bei den Analysen der Troposphäre zwischen 25.000 und 30.000 Fuß entdeckte Petterssen eine überaus starke Luftströmung, die in Mäandern vom Felsengebirge in den USA bis in die Sowjetunion wehte und vermutlich die gesamte Welt umspannte. Ihre Existenz war zwar schon 1933 postuliert, aber bis 1942 nicht nachgewiesen worden. Aus Gründen der Geheimhaltung konnte Petterssen seine Entdeckung erst nach dem Krieg publizieren. Die Strömung wurde später jet stream genannt und erspart bis heute Flugzeugen bei geschickter Nutzung viel Treibstoff.

### Sondermissionen

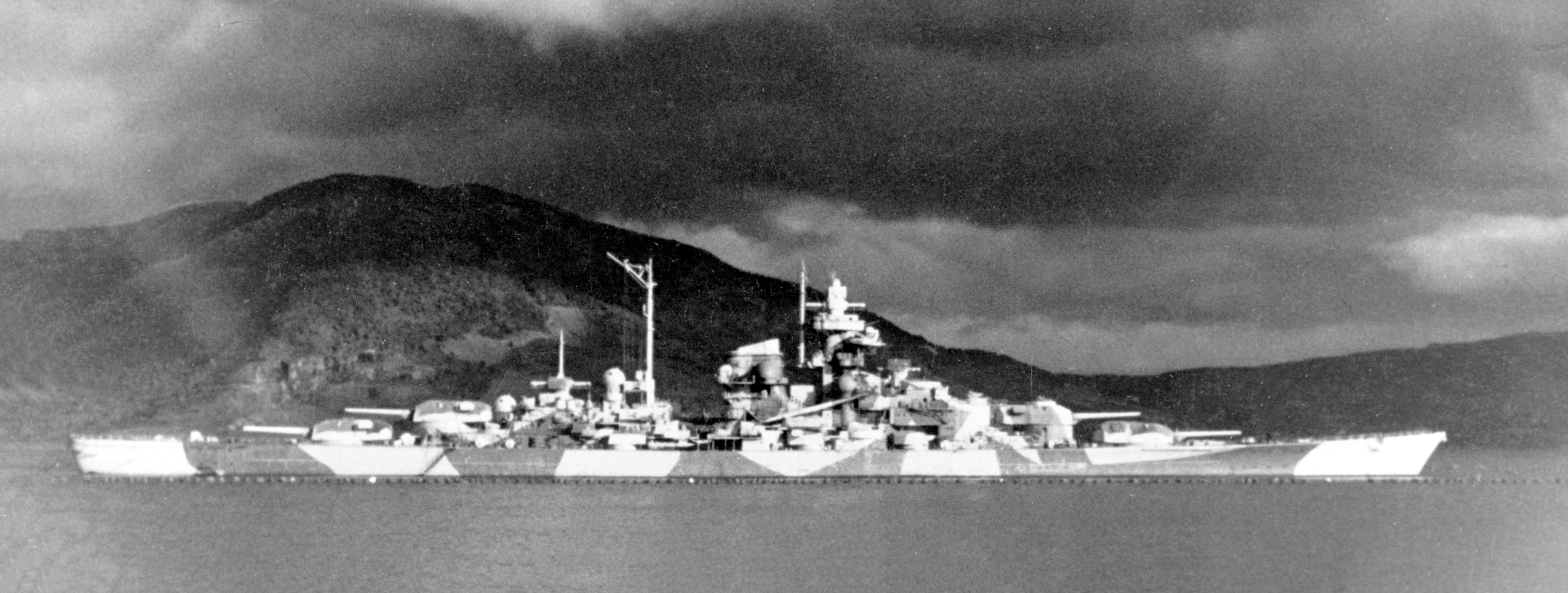
Die Tirpitz im Alta-Fjord in Norwegen

Wie sehr Sverre Petterssens Fähigkeiten geschätzt wurden, zeigt sich auch daran, dass er mehrfach von Briten und US-Amerikanern für militärisch besonders bedeutende Wetterprognosen eingesetzt wurde. So sagte er Ende April 1942 für einen Angriff auf die Tirpitz, die sich in einem norwegischen Fjord versteckt hielt und die Schifffahrtswege in die Sowjetunion bedrohte, das Wetter voraus. An zwei aufeinander folgenden Tagen, an denen die Tirpitz von Nebel eingehüllt war, konnte er einen verfrühten Angriff verhindern, und dass der schließlich erfolgte Angriff fehlschlug, lag nicht am Wetter.
Für die Landung US-amerikanischer Truppen bei Anzio in Italien am 22. Januar 1944 (Operation Shingle) wagte Petterssen am 20. Januar sogar eine viertägige Wettervorhersage. Seine Prognose, dass das Wetter anhaltend günstig sein werde, traf tatsächlich ein. Sie war hauptsächlich deswegen bemerkenswert, weil von einer Arbeitsgruppe in Washington unter Irving P. Krick (ursprünglich Caltech) ein Sturm angekündigt worden war.

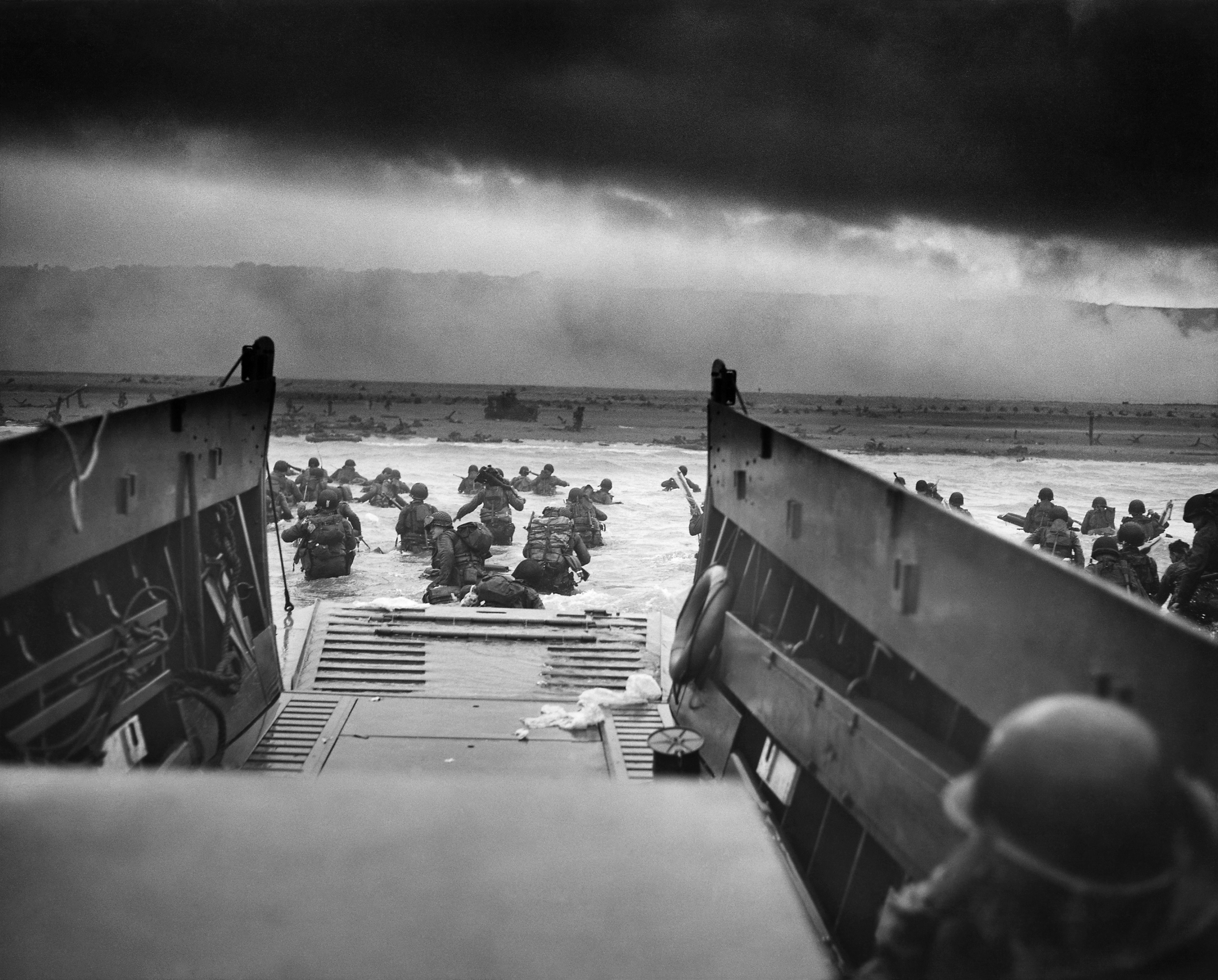
Into the Jaws of Death: Truppen der US-Army landen am D-Day am Omaha Beach

Von überragender Bedeutung war jedoch die Wettervorhersage für den 5. und 6. Juni 1944 im Ärmelkanal (detailliert in diesem Hauptartikel), weil von ihr die Invasion der alliierten Truppen in der Normandie abhing. Zu diesem Zweck wurde eine komplizierte Struktur aus drei alliierten Wetterdiensten gebildet; Petterssen kehrte dafür Ende Januar 1944 zu seiner Arbeitsgruppe in Dunstable zurück. Dank seiner Erfahrung mit den oberen Luftschichten konnte er – gemeinsam mit seinem britischen Arbeitskollegen C. K. M. Douglas – konsistent die besten Wettervorhersagen liefern. Den beiden gelang es, eine Landung am 5. Juni – und damit mitten in einem Sturm – zu verhindern. Eine kurze Schönwetterperiode am folgenden Tag wurde ebenfalls korrekt vorhergesagt, sodass die größte Landeoperation aller Zeiten anlaufen konnte.

## Nach dem Krieg
Nach dem Krieg leitete Petterssen zunächst den norwegischen Wetterdienst. Auf internationaler Ebene setzte er 1946 das Projekt durch, über den Nordatlantik verteilt 13 Schiffe zu stationieren, die für die nunmehr beginnende kommerzielle Luftfahrt das Wetter beobachteten. 1948 wurde er wissenschaftlicher Leiter des Wetterdiensts der US-Luftwaffe. In dieser Zeit leitete er auch ein Ad-hoc-Komitee, um die Eignung künstlich erzeugten Regens als Waffe zu untersuchen. Die Untersuchungen sollen ohne klares Ergebnis geendet sein.
1952 wurde er als Professor an die Universität Chicago berufen. Fast unmittelbar danach hatte er das Glück, einen neuen Sturmtyp zu beobachten. Der Sturm vom 25. November 1952 über dem Mittleren Westen war nicht vorhergesagt worden, weil er den Regeln der Bergen-Schule widersprach. Nach diesen Regeln müssen für einen Sturm Warm- und Kaltluftmassen aufeinanderstoßen, die unter bestimmten Voraussetzungen sich solange in einem Sturm entladen, bis die Temperatur ausgeglichen ist. In diesem Fall jedoch waren die Temperaturunterschiede anfangs gering gewesen und hatten während des Sturms zugenommen. Petterssen gelang es zu zeigen, dass diese Stürme vom Chicago-Typ, wie sie inzwischen genannt wurden, in der Gegend zwischen dem Felsengebirge und der Ostküste sogar die Regel bildeten. Allerdings fand er nie eine theoretische Erklärung dafür. Außerdem überarbeitete er seine inzwischen zu Klassikern aufgestiegenen Lehrbücher, die inzwischen in Sprachen wie Hindustani, Japanisch, Polnisch und Russisch übersetzt wurden.
Petterssen war Präsident der American Meteorological Society, beriet den US-Präsidenten in Wissenschaftsfragen und die National Academy of Sciences beim Ausbau der atmosphärischen Wissenschaften. Mit seinem Ruhestand ging er 1963 nach England. Nach der Watergate-Affäre von 1973 verzichtete er auf die US-amerikanische Staatsbürgerschaft und blieb bis zu seinem Tod im folgenden Jahr staatenlos.

## Ehrungen
- Commander of the British Empire (1947)
- Buys-Ballot-Medaille der Königlich Niederländischen Akademie der Wissenschaften (1948)
- IMO-Preis der World Meteorological Organization (1965)

## Schriften (Auswahl)
- Sverre Petterssen: Weathering the Storm. Sverre Petterssen, the D-Day Forecast, and the Rise of Modern Meteorology. American Meteorological Society, Boston 2001. ISBN 1-878220-33-0. (Lebenserinnerungen)
- Sverre Petterssen: Weather Analysis and Forecasting: A textbook on synoptic meteorology. McGraw-Hill, New York 1941. (neu aufgelegt in zwei Bänden 1956)
- Sverre Petterssen: Introduction to Meteorology. McGraw-Hill, New York 1941. (neu aufgelegt 1958)
- Studies in Weather Analysis and Forecasting. Hrsg. Sverre Petterssen. University of Chicago, Chicago 1954, 1957, 1960 und 1963 (vier Bände).

| Personendaten    | Personendaten            |
| ---------------- | ------------------------ |
| NAME             | Petterssen, Sverre       |
| KURZBESCHREIBUNG | norwegischer Meteorologe |
| GEBURTSDATUM     | 19. Februar 1898         |
| GEBURTSORT       | am Eidsfjorden, Norwegen |
| STERBEDATUM      | 31. Dezember 1974        |
| STERBEORT        | London                   |